# London Towers
I London Towers sono stati una società cestistica avente sede a Londra, in Inghilterra. Fondati nel 1984 come Tower Hamlets, nel 1989 cambiarono nome in London Docklandssi, prima di assumere la denominazione Towers nel 1991. Ha fatto parte della lega maggiore inglese la British Basketball League, vincendo due campionati. Nel 1998 i Towers si fondono con il Crystal Palace, gloriosa formazione della National Basketball League. La società londinese cessa le attività nel 2009.
Disputavano le partite interne nell'Harris Sports Centre.

## Palmarès
- British Basketball League: 2

1997, 1999